# مقاطعة ديكسون (نبراسكا)
مقاطعة ديكسون (بالإنجليزية: Dixon County)‏ هي إحدى مقاطعات ولاية نبراسكا في الولايات المتحدة الأمريكية.